# Stéphane Van Der Heyden
Stéphane Van Der Heyden (Sint-Gillis-Waas, 3 luglio 1969) è un ex calciatore belga, di ruolo centrocampista.

## Palmarès

### Club

#### Competizioni nazionali
- Tweede klasse: 1

Beveren: 1990-1991
- Campionato belga: 2

Bruges: 1991-1992, 1995-1996
- Coppa del Belgio: 2

Bruges: 1994-1995, 1995-1996
- Supercoppa del Belgio: 3

Club Bruges: 1991, 1992, 1994
- Coppa dei Paesi Bassi: 1

Roda JC: 1996-1997